# 히가시산고촌
히가시산고촌(東三郷村)은 도야마현 나카니카와군에 있던 촌이다.

## 역사
- 1889년 4월 1일 - 정촌제 시행에 의해 나카니카와군 히가시산고촌이 성립하였다.
- 1926년 11월 10일 - 니시산고촌과 합병해, 산고촌이 성립하였다.

## 참고문헌
- 『市町村名変遷辞典』東京堂出版、1990年。